# Charbonnages de Marihaye
De Société Anonyme des Charbonnages de Marihaye was een steenkoolmijnbouwbedrijf dat gevestigd was op de concessie Marihaye, te Seraing, westelijk van de concessies Cockerill en Espérance.

## Geschiedenis
Reeds vanaf de 14e eeuw was er sprake van ondergrondse mijnbouw. In het begin van de 19e eeuw was er al sprake van een belangrijke onderneming. Op 13 maart 1827 werd formeel een concessie verleend door het toenmalige Verenigd Koninkrijk der Nederlanden. In 1861, 1864, 1866 en 1871 werd deze concessie nog uitgebreid. Op 18 juni 1870 werd de maatschappij omgezet in een Naamloze Vennootschap (Société Anonyme). Kort na 1876 had de maatschappij 18 schachten in bedrijf op 5 locaties, te weten: Nouvelle Marihaye te Flémalle-Grande, Ancienne Marihaye, Many, Fany en Boverie, alle te Seraing.
In 1900 fuseerde de maatschappij met de Société Anonyme d'Ougrée tot de Société Anonyme d'Ougrée-Marihaye.

## Externe bron
- Gebruik is gemaakt van de Franstalige Wikipedia